# Idalis DeLeon
Idalis DeLeon (Brooklyn - New York, 15 juni 1969) is een Amerikaanse actrice, zangeres en vj.

## Biografie
DeLeon is van afkomst Puerto Ricaans. Zij begon haar carrière als zangeres van een meisjesband Seduction die in 1990 een top 10-notering haalde met het nummer Two to Make it Right. Van 1994 tot 1997 was zij actief als vj voor de muziekzender MTV als presentatrice en verslaggeefster. Hierna werkte zij voor VH1, Fox Family, Fox Sports en Access Hollywood, en vanaf 2003 ook voor Extra. Sinds 2004 is zij ook medepresentatrice voor de zender Si TV voor het programma Breakfast, Lunch and Dinner. DeLeon heeft William Shakespeare gestudeerd aan het Actors Circle Theatre in Los Angeles en kreeg een staande ovatie voor haar rol als Miss Alma in het toneelspel Summer and Smoke.
DeLeon begon in 1987 met acteren in de televisieserie MTV US Top 20 Countdown. Hierna heeft zij nog meerdere rollen gespeeld in televisieseries en films, zoals The Invisible Man (2001), Six Feet Under (2003-2004) en Burn Notice (2007). In 2005 werd zij met de andere acteurs van Six Feet Under genomineerd voor een Screen Actors Guild Award.

## Filmografie

### Films
Uitgezonderd korte films.
- 2009 Vicious Circle – als Helena
- 2007 Safe Harbour – als Millie
- 2006 Running Scared – als Divina
- 2005 Brothers in Arms – als sheriff Sanchez
- 2004 Woman Thou Art Loosed – als Nicole
- 2002 Man of the Year – als Joan
- 2002 Naked Movie – als Jodi
- 2000 Very Mean Men – als Argentina
- 2000 The Expendables – als Ver
- 1999 Ugly Naked People – als Rose
- 1998 Ride – als Charity
- 1998 Outrageous – als gaste

### Televisieseries
Uitgezonderd eenmalige gastrollen.
- 2008 Commuter Confidential – als Carmen - ? afl.
- 2003 – 2004 Six Feet Under – als Sophia – 8 afl.
- 2002 Body & Soul – als Yolanda Rosales - ? afl.
- 2001 The Beast – als Sylvia – 2 afl.
- 2001 The Invisible Man – als Allianora – 4 afl.
- 1999 Mondo Picasso – als Jennifer Rome - ? afl.
- 1997 – 1998 Living Single – als Roni De Santos – 3 afl.
- 1987 MTV US Top 20 Countdown – als gaste – ? afl.

- Library of Congress Control Number: nr2004023046
- Virtual International Authority File: 34408303
- WorldCat: E39PBJmP88M8WbwKCJ6pRgTWDq